# 사준 (가수)
사준(1975년 1월 29일 ~ )은 대한민국의 가수이다.

## 학력
- 플로리다 공과대학교 졸업